# Chamlang
El Chamlang és una muntanya de la Mahalangur Himal, una secció de la gran serralada de l'Himàlaia, al sud-oest del Makalu, al Nepal. Amb 7.319 msnm és la 80a muntanya més alta de la Terra. Té una prominència de 1.193 metres. El punt més alt és el cim oest, a l'extrem oest de la carena. Hi ha un cim central de 7.180 metres i un cim est de 7.235 metres.
La primera ascensió al Chamlang va tenir lloc 31 de maig de 1962 pel japonès Soh Anma i l'indi Sirdar Pasang Phutar III com a part de l'expedició Mount Chamlang de la Universitat d'Hokkaido. El 16 de maig de 1984, un grup d'escaladors format per Jean Afanassieff, Doug Scott i Michael Scott i el nepalès Ang Phurba van escalar per primera vegada els cims est i central. Van arribar al cim oriental a través de la paret nord i la carena nord-est. Després van seguir la carena fins al cim central.